# Шалкар (Енбекшиказахский район)
Шалкар (каз. Шалқар) — село в Енбекшиказахском районе Алматинской области Казахстана. Входит в состав Кырбалтабайского сельского округа. Код КАТО — 194063500.

## Население
В 1999 году население села составляло 320 человек (165 мужчин и 155 женщин). По данным переписи 2009 года, в селе проживало 277 человек (136 мужчин и 141 женщина).